# Dalibor Šamšal
Dalibor Šamšal (* 25. Dezember 1985 in Rijeka) ist ein ehemaliger Skirennläufer, der vorwiegend die Disziplinen Slalom und Riesenslalom bestritt. Der gebürtige Kroate startete seit der Saison 2014/15 für den ungarischen Verband.

## Biografie
Šamšal fuhr für den Verein Fullsport SE. Sein erstes FIS-Rennen bestritt er im Dezember 2000. Von 2003 bis 2005 nahm er an den Juniorenweltmeisterschaften teil, konnte aber nur im ersten Jahr zwei Ergebnisse vorweisen. Im Europacup fährt der Kroate seit März 2004. Sein erstes Ergebnis in den Punkterängen war ein elfter Platz im Hallenslalom von Landgraaf am 6. November 2008. Drei Jahre später, am 7. Dezember 2011, erreichte er mit Platz fünf im Slalom von Trysil das erste Top-10-Ergebnis im Europacup. Im Weltcup fährt Šamšal seit Dezember 2004, vorwiegend im Slalom und seltener auch im Riesenslalom und in der Super-Kombination. Nur selten gelang ihm bisher die Qualifikation für den zweiten Durchgang bzw. eine Platzierung unter den besten 30. Am 6. Januar 2009 gewann er bei seinem Heimslalom in Zagreb mit dem 22. Platz erstmals Weltcuppunkte. Dieses Ergebnis egalisierte er am 17. Januar 2016 beim Slalom in Wengen.
Bei den Weltmeisterschaften 2005 in Bormio und 2007 in Åre nahm Šamšal jeweils im Slalom und Riesenslalom teil, schied aber bei allen Rennen bereits im ersten Durchgang aus. Auch bei Olympischen Spielen hatte er keinen Erfolg: Den Slalom in Turin 2006 konnte er nicht beenden, ebenso schied er in Slalom und Riesenslalom bei den Olympischen Winterspielen 2010 in Vancouver aus. Der 40. Platz im Riesenslalom der Weltmeisterschaften 2009 in Val-d’Isère war sein erstes zählbares Ergebnis bei Großereignissen. Bei den Weltmeisterschaften 2011 in Garmisch-Partenkirchen schied er erneut in Slalom und Riesenslalom aus.
2014 wurde Samsal 18. im Slalom bei den Olympischen Winterspielen in Sotschi. Im Sommer desselben Jahres wechselte er zum ungarischen Verband. Nach der Saison 2017/18 beendete Šamšal seine Karriere.

## Erfolge

### Olympische Spiele
- Sotschi 2014: 18. Slalom
- Pyeongchang 2018: 9. Mannschaftswettbewerb, 44. Riesenslalom

### Weltmeisterschaften
- Val-d’Isère 2009: 40. Riesenslalom
- Schladming 2013: 27. Slalom

### Juniorenweltmeisterschaften
- Serre-Chevalier 2003: 67. Abfahrt, 69. Super-G

### Weltcup
- 4 Platzierungen unter den besten 30

### Weltcupwertungen
| Saison  | Gesamt | Gesamt | Slalom | Slalom | Kombination | Kombination |
| Saison  | Platz  | Punkte | Platz  | Punkte | Platz       | Punkte      |
| ------- | ------ | ------ | ------ | ------ | ----------- | ----------- |
| 2008/09 | 134.   | 9      | 58.    | 9      | -           | -           |
| 2010/11 | 155.   | 7      | -      | -      | 47.         | 7           |
| 2011/12 | 145.   | 3      | -      | -      | 43.         | 3           |
| 2015/16 | 139.   | 9      | 50.    | 9      | -           | -           |

### Europacup
- 1 Platzierung unter den besten zehn

### Weitere Erfolge
- Kroatischer Vizemeister im Slalom 2006
- 9 Siege in FIS-Rennen